# ثيودور ج. بيلبو
ثيودور جيلمور بيلبو (13 أكتوبر 1877-21 أغسطس 1947) هو سياسي أمريكي شغل مرتين منصب حاكم ميسيسيبي (1916-1920، 1928-1932) وانتُخب لاحقًا عضوًا في مجلس الشيوخ الأمريكي (1935-1947). كان بيلبو ديمقراطيًا طوال حياته، وكان مماطلًا سياسيًا واسمه مرادف لتفوق البيض مثل العديد من الديمقراطيين الجنوبيين في عصره، كان بيلبو يعتقد أن السود أقل شأنًا؛ دافع عن الفصل العنصري، وكان عضوًا في كو كلوكس كلان. كما نشر عملًا مؤيدًا للفصل العنصري بعنوان «احسم أمرك: الانفصال أو السياسة الهجينة».
تلقى بيلبو تعليمه في مقاطعة هانكوك الريفية (لاحقًا مقاطعة نهر بيرل). التحق بكلية بيبودي نورمال في ناشفيل، تينيسي، وكلية الحقوق بجامعة فاندربيلت. بعد التدريس في المدرسة، حصل على قبول في نقابة المحامين عام 1906، ومارس عمله في بوبلارفيل. ثم خدم في مجلس شيوخ ولاية ميسيسيبي لمدة أربع سنوات، من 1908 إلى 1912.
تغلب بيلبو على الاتهامات بقبول الرشاوى وفاز في انتخابات نائب الحاكم، وهو المنصب الذي شغله من عام 1912 إلى عام 1916. في عام 1915، انتخب حاكمًا، وشغل المنصب من عام 1916 إلى عام 1920. وخلال هذه الفترة حصل على الأوسمة لسن تدابير تقدمية مثل الانتظام الإجباري في المدارس، فضلًا عن زيادة الإنفاق على مشاريع الأشغال العامة. كان مرشحًا غير ناجح لمجلس النواب الأمريكي في عام 1920.
فاز بيلبو بالانتخاب لمنصب الحاكم مرة أخرى في عام 1927، وشغل المنصب من عام 1928 إلى عام 1932. خلال هذه الفترة، تسبب بيلبو في جدل بمحاولة نقل جامعة ميسيسيبي من أكسفورد إلى جاكسون. وفي جدل آخر، ساعد المرشح الديموقراطي آل سميث في الانتخابات الرئاسية عام 1928 من خلال نشر قصة أن المرشح الجمهوري هربرت هوفر كانت تربطه علاقة اجتماعية مع امرأة سوداء. بقي ناخبو ميسيسيبي، الذين يفكرون فيما إذا كانوا سيحافظون على ولائهم للحزب الديمقراطي في ضوء كاثوليكية سميث ودعمه لإلغاء الحظر، إلى حد كبير مع سميث بعد مناشدة بيلبو للعنصرية.
في عام 1930، في عهد الحاكم بيلبو، فرضت ولاية ميسيسيبي ضريبة مبيعات - وهي أول ولاية أمريكية تقوم بذلك. في عام 1934، فاز بيلبو بالانتخابات لشغل مقعد في مجلس الشيوخ الأمريكي. في مجلس الشيوخ، حافظ بيلبو على دعمه للفصل العنصري وتفوق البيض. كما أنه انجذب إلى أفكار الحركة الانفصالية السوداء، معتبرًا أنها طريقة قابلة للتطبيق للحفاظ على الفصل العنصري. اقترح إعادة توطين 12 مليون أمريكي أسود في إفريقيا. في ولايته الثانية، جعل لأول مرة العنصرية ضد السود موضوعًا رئيسيًا. فيما يتعلق بالسياسة الاقتصادية، ابتعد عن دعم الصفقة الجديدة وانضم بشكل متزايد إلى تحالف المحافظين. في مواجهة روزفلت، أصبح انعزاليًا في السياسة الخارجية وعارض النقابات العمالية. كان قائدًا في محاربة لجنة ممارسات التوظيف العادلة في إدارة روزفلت، وساعد في قتل ترشيح الليبرالي أوبري ويليس ويليامز لرئاسة إدارة كهرباء الريف. على الرغم من إعادة انتخابه لولاية ثالثة في عام 1946، إلا أن الليبراليين بقيادة جلين إتش تايلور منعوا تنصيبه على أساس رفض التصويت للسود وقبول الرشاوى. بحلول الوقت الذي مات فيه (دون أن يُنصَّب) كانت وسائل الإعلام الوطنية قد جعلت منه رمزًا للعنصرية.
توفي في مستشفى نيو أورليانز أثناء خضوعه للعلاج من السرطان، ودفن في مقبرة جونيبر جروف في بوبلارفيل. كان بيلبو قصير القامة 1.57 متر، وكان يرتدي في كثير من الأحيان ملابس براقة ومشرقة لجذب الانتباه إلى نفسه، وكان يلقب بالرجل لأنه يميل إلى الإشارة إلى نفسه بصيغة الغائب.

## تعليمه وخلفيته العائلية
في 13 أكتوبر 1877، وُلد بيلبو في بلدة جونيبر جروف الصغيرة في مقاطعة هانكوك (لاحقًا نهر بيرل). كان والديه، بيدي (كنيتها قبل الزواج والاس أو واليس) وجيمس أوليفر بيلبو، من أصل إسكتلندي أيرلندي، وكان جيمس مزارعًا ومحاربًا قديمًا في جيش الولايات الكونفدرالية الذي خرج من الفقر خلال سنوات ثيودور بيلبو الأولى ليصبح نائب الرئيس لبنك بوبلارفيل الوطني. حصل ثيودور بيلبو على منحة للدراسة في كلية بيبودي نورمال في ناشفيل، تينيسي، ثم التحق لاحقًا بكلية الحقوق بجامعة فاندربيلت، لكنه لم يتخرج من أي منهما. كما درّس في المدرسة وعمل في صيدلية أثناء دراسته القانونية. خلال مسيرته التدريسية، اتُهم بيلبو بأنه على علاقة بطالبة. قُبل في نقابة المحامين في تينيسي عام 1906، وبدأ ممارسة القانون في بوبلارفيل، ميسيسيبي، في العام التالي.
في فاندربيلت، على الرغم من قبوله في الصف الأول، غادر دون تخرج. اتُهم بالغش على الأكاديميين، ولكن يبدو أنه ترك المدرسة لأسباب مالية. على الرغم من أن هذه الاتهامات لم ترتفع إلى مستوى التهم الرسمية، إلا أنها ساعدت في خلق تصور بأن بيلبو كان مسرفًا وغير أمين.

## سيناتور الولاية
في 5 نوفمبر 1907، انتُخب بيلبو عضوًا في مجلس شيوخ ولاية ميسيسيبي. خدم هناك من عام 1908 إلى عام 1912. في عام 1909 حضر دورات صيفية غير معتمدة في كلية الحقوق بجامعة ميتشيغان خلال فترة لم يكن المجلس التشريعي منعقدًا.
في عام 1910، اجتذب بيلبو الاهتمام الوطني في فضيحة رشوة. بعد وفاة السناتور الأمريكي جيمس غوردون، وصل المجلس التشريعي إلى طريق مسدود في الاختيار بين ليروي بيرسي أو الحاكم السابق جيمس ك. فاردامان خلفًا لغوردون. بعد 58 اقتراعًا، في 28 فبراير، كان بيلبو واحدًا من عدة مرشحين لكسر الجمود عن طريق تحويل صوته إلى بيرسي، الذي فاز بنتيجة 87-82. أخبر بيلبو هيئة محلفين كبرى في اليوم التالي أنه قبل رشوة بقيمة 645 دولارًا من إل سي دولاني، لكنه فعل ذلك كجزء من تحقيق خاص. صوّت مجلس شيوخ الولاية بـ 28 صوت مقابل 10 لطرده من منصبه، متخلفًا عن التصويت بأغلبية 3⁄4 المطلوبة. أصدر مجلس الشيوخ قرارًا -لا يتطلب أغلبية 3⁄4- وصفه بأنه غير لائق للجلوس مع رجال صادقين ومستقيمين في هيئة تشريعية محترمة.
خلال حملته اللاحقة لمنصب نائب الحاكم، أدلى بيلبو بتعليق لواشنطن دورسي جيبس، عضو مجلس الشيوخ عن ولاية يازو سيتي. تعرض جيبس للإهانة، وأثناء المناوشات التي تلت ذلك، كسر عكازه فوق رأس بيلبو. لكن حملة بيلبو كانت ناجحة، وشغل منصب نائب الحاكم من عام 1912 إلى عام 1916. كان من أوائل أعماله بصفته نائب حاكم إزالة القرار الذي وصفه بأنه «غير لائق للجلوس مع رجال شرفاء» من السجلات.